# 13e régiment de ligne (Belgique)
Pour les articles homonymes, voir 13e régiment.
Le 13e régiment de ligne  (en néerlandais : 13de Linieregiment) était une unité d'infanterie de la force terrestre des forces armées belges.

## Origines
À la suite des leçons tirées de la mobilisation de l'armée belge lors du conflit franco-prussien de 1870, une réorganisation de l'armée belge est entamée le 16 août 1873 qui prévoit notamment la création de deux régiments d'infanterie de ligne supplémentaires.
Le régiment est ainsi créé par arrêté royal le 29 janvier 1874 à Mons. Il est formé à partir de 3 compagnies des 1er, 4e et 7e régiments de ligne, de 2 compagnies des 3e, 6e et 11e régiments de ligne et d'une compagnie du 10e régiment de ligne.

## Première guerre mondiale
Le régiment est mobilisé le 31 juillet 1914. Il est alors dédoublé pour former les 33e régiment de ligne et 13e régiment de forteresse. Ils forment ensemble la 13e brigade mixte de la 4e division d'armée. Le 10 août, il est positionné dans des tranchées dans les intervalles des forts de Maizeret, Andoy et Dave. Les premières escarmouches ont lieu le 19 août. Le 23, après des combats acharnés, le régiment décroche pour éviter l'encerclement. Il bat ainsi en retraite via l'entre-Sambre-et-Meuse. Le 24 août vers 9h00, le 3e bataillon est accroché dans les environs de Fosses-la-ville par l'avant-garde allemande mais parvient à se dégager grâce à une contre-offensive d'un bataillon de la 8e brigade française. Le 25 août, il exécute à marche forcée la distance Mariembourg - Auvillers (France). Le 26, il embarque dans un train à Liart à destination de Rouen. Le 28 août 1914, le 13e régiment de forteresse et le 33e régiment de ligne sont réintégrés au 13e de ligne. Il est ensuite transféré au Havre d'où il embarque le 1er septembre pour arriver à Ostende 2 jours plus tard et finit par rejoindre les environs de la position fortifiée d'Anvers. Il combat en première ligne à Termonde les 4 et 5 septembre. À partir du 1er octobre, l'armée belge se replie vers l'Yser. Le 5 octobre, le régiment est à Schoonaerde-Berlare. Il atteint l'Yser le 14 octobre.
Les 18 et 19 octobre, il participe à la bataille de Keyem où le 1er bataillon perd 500 de ses 700 soldats.
Par la suite, il tint position successivement dans les secteurs de Nieuwport, Drie Grachten, Ramscapelle (mai 1915), Dixmude (mai 1916), Ramscapelle, Boesinghe et Merckem (hiver 1917).
Le 25 décembre 1916, les 3e et 4e bataillons sont à la base de la création d'un nouveau régiment, le 19e régiment de ligne. Le 17 avril 1918, il est dans le secteur de Weidendreft lorsque les Allemands lancent leur grande offensive. De juin à septembre 1918, il est positionné de nouveau dans le secteur de Dixmude où il prendra part à l'offensive libératoire lancée le 28 septembre. Il combat à Handzame le 14 octobre et puis poursuit les troupes impériales jusqu'à l'armistice.

## Entre-deux-guerres
De décembre 1918 à avril 1919, il participe à l'occupation de la Rhénanie. De mars à août 1920, 2 bataillons sont stationnés dans les cantons d'Eupen et Malmedy nouvellement attachés à la Belgique.
De juin à novembre 1924, il participe à l'occupation de la Ruhr.

## Seconde guerre mondiale
Lors de l'invasion, le 10 mai 1940, il fait partie de la 8e division d'infanterie et est affecté à la défense de la position fortifiée de Namur.
Le 1er bataillon est déployé dans le secteur entre les forts de Malonne et de Dave. Il fournit également des détachements pour garder des ponts à Anseremme, Heer-Agimont et Hastière. Le 2e bataillon quant à lui est positionné entre les forts de Dave et d'Andoy. Le 3e bataillon est placé en réserve à Namur.
Le 11, le 1er bataillon est envoyé au bois du Tronquoy (Fernelmont) pour prévenir une éventuelle attaque par des parachutistes.
Le 13, les Allemands ont franchi la Meuse au sud de Houx. Le régiment se prépare au repli.
Il se retire sans combattre le 15 mai. Le 16, il passe à Auvelais, Moignelée, Gosselies, Luttre. Le 17, il passe par Familleureux, Soignies puis Basse-Gage où il prend le train en direction de Audenarde via Lessines, Renaix et Tournai en compagnie du 19e de ligne. Il arrive à Audernarde le 18. Vers 15h00, le même jour, il décroche sur la Lys à Sint-Eloois-Vijve qu'il atteint à 20h00.
Le 19, le 2e bataillon est dissout à la suite des pertes.
Le 20, les Allemands tentent de traverser le fleuve dans les secteurs belge et britannique. Ils sont repoussés par les Belges mais par contre les Britanniques doivent reculer et découvre le flanc sud des Belges, ce qui les contraint à se replier en fin de journée entre Kruishoutem et Nokere pour éviter un encerclement.
Le 23, la quasi-totalité des troupes belges est positionnée derrière la Lys. Le 13e de ligne occupe le sous-secteur allant de Wielsbeke au confluent de la Lys avec le Gaverbeek. Ses positions sont rapidement étendues vers le sud jusqu'au confluent de la Lys avec le canal de Roulers où il remplace le 1er régiment de ligne. Fin d'après midi, les Allemands attaquent le pont sur la Lys de Sint-Eloois-Vijve mais sont repoussés par le 1er bataillon. Vers 20h00, le 3e bataillon subit également une attaque qu'il repousse.
Le 24 mai vers 15h00, les Allemands bombardent lourdement la position sud du régiment puis lancent l'assaut une heure plus tard et traversent la Lys au niveau des positions du 1er de ligne. Les Belges du 13e de ligne ne peuvent contre-attaquer car ils subissent toujours le bombardement. Vers 17h30, le grand quartier général envoie le 16e de ligne en renfort sur le canal de Roulers sécurisé le flanc sud de la 8e division d'infanterie. Vers 19h00, le 1er de ligne doit abandonner ses positions. Le 25, le 13e ligne subit encore des attaques. Le 26, la situation se détériore rapidement pour les Belges, la Lys devient clairement intenable après la percée allemande autour de Courtrai. Vers 7h00, le 3e bataillon subit l'assaut allemand, les victimes se comptent par dizaines et de nombreux soldats sont faits prisonniers. Le 1er bataillon se replie en direction de Ginste au nord pour rejoindre le 19e de ligne.
Juste après 19h30, le régiment reçoit l'ordre de la retraite générale sur de la voie ferrée Tielt-Ingelmunster.
Le 27, le régiment a perdu son commandement et ce qui reste de la troupe est envoyé durant la matinée sur Ardooie. L'après-midi, le régiment se retire sur Torhout et est intégré au 2e bataillon du 21e de ligne.
Le 28 mai vers 4h du matin, la capitulation est annoncée. Le régiment est de facto dissous. Il lui restait alors 19 officiers, 12 sous-officiers et 275 caporaux et soldats.

## Après-Guerre
Le 1er juillet 1946, le 2e bataillon de la 2e brigade d’infanterie "Yser" est renommé 13e bataillon de ligne et en reprend les traditions et le drapeau. Le 13 juillet 1946, le bataillon est envoyé en Allemagne en garnison à Siegburg. Il est supprimé des unités d'active le 15 février 1947. Le 17 mai 1976, un bataillon antichar (intégrant la 16e compagnie antichar) est constitué au sein de la 7e brigade d'infanterie et reprend ses traditions. Il est caserné à Spich en Allemagne puis en 1979 est envoyé à Marche-en-Famenne. Par la suite, le bataillon est réduit en une seule compagnie antichar dépendante de la même brigade. Compagnie qui fusionne en 1993 avec le 12e bataillon de ligne pour former le Bataillon léger 12e de ligne Prince Léopold - 13e de ligne qui deviendra bataillon en 2011.

## Jumelage
- France - 94e régiment d'infanterie

## Drapeau
Le drapeau fut remis au camp de Bourg-Léopold le 15 juillet 1875 par le roi Léopold II. Il est brûlé pour éviter la capture à la fin de la campagne des 18 jours. Il porte les inscriptions suivantes :
- Namur
- Termonde
- Yser
- Merckem
- Zarren
- Handzaeme
- Campagne 1914-1918
- La Lys 1940

Il porte également la fourragère aux couleurs de l'ordre de Léopold.

## Garnisons
- De 1874 à 1881 : Mons
- De 1881 à 1883 : Charleroi (sauf un bataillon à Anvers)
- De 1883 à 1886 : Hasselt (sauf un bataillon à Diest et un autre à Bourg-Léopold)
- De 1886 à 1892 : Anvers
- De 1892 à 1914 : Namur (Sauf l'école régimentaire à Dinant)

À compléter.
- De 1946 à 1947 : Siegburg (Allemagne)
- De 1976 à 1979 : Spich (Allemagne)
- De 1979 à 2003 : Marche-en-Famenne

## Organisation

### Le 10 mai 1940
- 1 compagnie de commandement;
- 1 compagnie médicale
- 1 peloton d'éclaireurs
- 3 bataillons divisés en :
  - 3 compagnies de fusiliers
  - 1 compagnie de mitrailleurs
- 1 bataillon divisé en :
  - 1 compagnie de mitrailleurs (13e)
  - 1 compagnie anti-chars (14e)
  - 1 compagnie de mortier (15e)

## Hommage
- Une place de Namur est nommée Place du 13e de ligne.
- Une rue de Wielsbeke est nommée 13e liniestraat en souvenir des combats auxquels le régiment a participé sur la commune.
- Une rue de Dixmude est nommée 13de liniestraat.

## Sources
- (nl) « Site sur les différents régiment belges entre 1830 et 1914 » (version du 2 janvier 2015 sur Internet Archive)
- (nl) « Site sur l'armée belge en 1940 » (version du 25 juin 2012 sur Internet Archive)
- (nl) Commandant Luc Lecleir; Belgische Krijgsmacht - Emblemen en eervolle vermeldingen van de Eenheden, Bruxelles, 1972
- « Site de l'Amicale du régiment » (version du 19 mars 2014 sur Internet Archive)